# District de Down
Le district de Down (Down District en anglais et Ceantar an Dúin en gaélique d’Irlande), officiellement appelé Down (An Dún en gaélique d’Irlande), est un ancien district de gouvernement local d’Irlande-du-Nord.
Créé en octobre 1973, il fusionne avec le district de Newry and Mourne en mars 2015 pour créer un autre district de gouvernement local, Newry, Mourne and Down.

## Géographie
Le district est situé dans le comté de Down.

## Histoire
Un district de gouvernement local (local government district en anglais) du nom de Down est créé le 17 juillet 1972 par le Local Government (Boundaries) Order (Northern Ireland) du 20 juin 1972. Les institutions du district entrent en vigueur à compter du 1er octobre 1973 au sens du Local Government Act (Northern Ireland) du 23 mars 1972.
La majeure partie des territoires des districts de Down et de Newry and Mourne sont réunis par le Local Government (Boundaries) Act (Northern Ireland) du 23 mai 2008. La cité résultant de la fusion des anciens districts, Newry, Mourne and Down, est créée à compter du 1er avril 2015 par le Local Government (Boundaries) Order (Northern Ireland) du 30 novembre 2012.

## Administration

### Conseil
Le Down District Council, littéralement, le « conseil du district de Down », est l’assemblée délibérante du district de Down, composée de 20 (1973-1985) puis de 23 membres (1985-2015), appelés les conseillers (councillors).
Un président (chairman) et un vice-maire (deputy chairman) sont élus parmi les conseillers à l’occasion de chaque réunion générale annuelle du conseil du district.

### Circonscriptions électorales
Le district de gouvernement local est divisé en autant de sections électorales (wards en anglais) que de conseillers. Celles-ci sont distribuées par zone électorale de district (district electoral area).
| Zone                           | 1973-1985,                                                                        | 1985-1993                                                                             | 1993-2015                                                                           |
| ------------------------------ | --------------------------------------------------------------------------------- | ------------------------------------------------------------------------------------- | ----------------------------------------------------------------------------------- |
| Première zone et ses sections  | A (7 sièges)                                                                      | Ballynahinch (5 sièges)                                                               | Ballynahinch (5 sièges)                                                             |
| Première zone et ses sections  | - Ballymaglave - Crossgar - Derryboy - Killyleagh - Kilmore - Market - Saintfield | - Ballymaglave - Ballynahinch East - Drumaness - Dunmore - Seaforde                   | - Ballymaglave - Ballynahinch East - Drumaness - Dunmore - Seaforde                 |
| Deuxième zone et ses sections  | B (6 sièges)                                                                      | Downpatrick (7 sièges)                                                                | Downpatrick (7 sièges)                                                              |
| Deuxième zone et ses sections  | - Ardglass - Audley’s Acre - Cathedral - Killough - Quoile - Strangford           | - Ardglass - Audleys Acre - Cathedral - Flying Horse - Killough - Quoile - Strangford | - Ardglass - Audley’s Acre - Ballymote - Cathedral - Killough - Quoile - Strangford |
| Troisième zone et ses sections | C (7 sièges)                                                                      | Newcastle (6 sièges)                                                                  | Newcastle (6 sièges)                                                                |
| Troisième zone et ses sections | - Castlewellan - Donard - Dundrum - Dunmore - Seaforde - Shimna - Tollymore       | - Castlewellan - Donard - Dundrum - Murlough - Shimna - Tollymore                     | - Castlewellan - Donard - Dundrum - Murlough - Shimna - Tollymore                   |
| Quatrième zone et ses sections |                                                                                   | Rowallane (5 sièges)                                                                  | Rowallane (5 sièges)                                                                |
| Quatrième zone et ses sections | - Crossgar - Derryboy - Killyleagh - Kilmore - Saintfield                         |                                                                                       |                                                                                     |